# Ernst Kretschmer
Ernst Kretschmer (Heilbronn, Baviera, 8 de octubre de 1888-Tubinga, 8 de febrero de 1964) fue un médico psiquiatra y neurólogo alemán. En 1929 estuvo nominado al Premio Nobel de Fisiología o Medicina.

## Biografía
Después de haber estudiado Medicina en la Universidad de Tubinga, fue discípulo de Robert Gaupp y, posteriormente, profesor de Neurología y Psiquiatría en la misma universidad. A partir de 1946, al tiempo que desarrollaba su función docente, dedicaba su labor a la investigación. Reinstauró en Alemania, después de la guerra, los congresos neuropsiquiátricos y la Sociedad germana de Neurología y Psiquiatría, cuya presidencia ocupó durante muchos años. También fue fundador y presidente de la Sociedad de Investigaciones Constitucionales y de la revista de igual título. En los últimos años de su vida realizó investigaciones en psicoterapia y criminología.

## Obra
Fue conocido sobre todo, por sus investigaciones sobre la relación que existe entre el temperamento y la constitución corporal. La labor de Kretschmer se orientó en tres direcciones: las investigaciones constitucionales, los problemas de psicología médica y psicoterapia, y la investigación psiquiátrica. Estos trabajos se hallan expuestos en sus libros: Constitución y carácter, Psicología Médica, Hombres geniales, Delirio sensitivo-paranoide, Histeria, reflejo e instinto y Estudios psicoterapéuticos.
En colaboración con Enke, escribió La personalidad de los atléticos. En su obra Constitución y carácter ofrece la clasificación de los temperamentos, la cual ha alcanzado gran aplicación clínica. Partió de la observación de que la psicosis maniaco-depresiva la padecían generalmente aquellas personas con un tipo corporal que él llamó pícnico, y de que la esquizofrenia se daba, por el contrario, en otro tipo morfológico opuesto, que designó asténico. Luego amplió esa misma observación al círculo familiar del enfermo y, después, a los individuos normales. A los tipos que encontró en el círculo familiar de los enfermos maniaco-depresivos y que estaban en las fronteras de lo psicopático los llamó cicloides, y a los del esquizofrénico, esquizoides. A los temperamentos normales de uno y otro grupo los llamó ciclotímicos y esquizotímicos respectivamente. Luego aisló otro tipo corporal, el atlético, que relacionó con el temperamento enequético.
En psicología médica, estudió las funciones psíquicas utilizando los medios de investigación de la psicología evolutiva, y describió los llamados mecanismos hiponoicos e hipobúlicos. Llamó mecanismos hiponoicos a las funciones psíquicas que se presentan con características parecidas en el sueño, en las hipnosis, en el estado crepuscular del histerismo y en los trastornos mentales esquizofrénicos. Como estas funciones ofrecen analogías con otras filogenéticamente inferiores, las consideró como probables residuos de estas. Los mecanismos hipobúlicos (movimientos catatónicos del esquizofrénico, y tempestad de movimientos y reflejo de inmovilización de la histeria), que describe en la esquizofrenia y la histeria, son reflejos peculiares de la psicomotilidad que también puso en relación con grados de expresión más antiguos de la escala filogenética.
En nosología psiquiátrica contribuyó a la revisión de la teoría clínica de la paranoia, concepto, según Kretschmer que engloba varias entidades clínicas afines (el delirio sensitivo-paranoide, el delirio querulante y las psicosis desiderativas). Además de describirlas, hizo el diagnóstico diferencial con las parafrenias y personalidades psicopáticas. En la génesis de estos grupos clínicos que describió cita como factores coadyuvantes, principalmente, la predisposición paranoide de la personalidad, pero también un conflicto externo relacionado generalmente con la insatisfacción sexual. Por ello mismo tienen pronóstico favorable. Cursa sin alucinaciones, ni destrucción de la personalidad; por tanto, se diferencian de la esquizofrenia, aunque hay casos que no se pueden deslindar con exactitud de las psicosis endógenas.

## Resultados críticos
Kretschmer parece haber demostrado que los caracteres morfológicos, tanto en psiquiatría como en tipología, están en estrecha conexión con las propiedades psicológicas. Así, sustituye la oposición entre lo somático y lo psíquico por la noción de la unidad órgano-psíquica. Estos estudios han sido un punto de partida para las investigaciones ulteriores de William Herbert Sheldon, entre otros, y, más recientemente, de Conrad.
La posición de la psiquiatría actual frente a los trabajos de Kretschmer se puede resumir de este modo:
1. Se acepta la descripción de sus tipos somáticos, aunque en algunos casos hay dificultad para realizarla.
2. En líneas generales, se admite la correspondencia de determinados caracteres psicológicos para cada uno de los tipos morfológicos. En cambio, la relación entre el tipo constitucional y la enfermedad mental no es tan clara como pretende el autor; si bien es cierto que el tipo influye en la evolución del cuadro clínico, lo que más se discute, es la manera de establecer la graduación entre el temperamento esquizotímico y la esquizofrenia. La relación mejor fundada parece establecerse entre el ciclotímico y la psicosis maniaco-depresiva.
3. La nosología psiquiátrica actual acepta el delirio sensitivo paranoide de Kretschmer como entidad clínica distinta de la esquizofrenia y lo incluye dentro de los desarrollos delirantes. También se aceptan los llamados mecanismos hiponoicos e hipobúlicos, aunque no está clara su relación filogenética.

## Listado de trabajos
- Wahnbildung und manisch-depressiver Symptomenkomplexe. Berlin 1914 (Dissertation)
- Der sensitive Beziehungswahn. Springer, Berlin 1918 (Habil.-Schrift)
- Körperbau und Charakter. Untersuchungen zum Konstitutionsproblem und zur Lehre von den Temperamenten. Springer, Berlin 1921. 25. Auflage 1967, Hrg Wolfgang Kretschmer.
- Medizinische Psychologie. Thieme, Leipzig 1922
- Hysterie, Reflex und Instinkt. Thieme, Leipzig 1923
- Ernst Kretschmer, Ferdinand Adalbert Kehrer: Die Veranlagung zu seelischen Störungen. Springer, Berlin 1924.
- Störungen des Gefühlslebens, Temperamente. Handbuch der Geisteskrankheiten. Band 1. Springer, Berlin 1928.
- Geniale Menschen. Springer Berlin, 1929
- Das apallische Syndrom. Zeitschrift für die gesamte Neurologie und Psychiatrie, Band 169 (1940), S. 579
- Psychotherapeuthische Studien. Thieme, Stuttgart 1949.
- In memoriam Günther Just. In: Zeitschrift für menschliche Vererbungs- und Konstitutionslehre. Band 30, 1950/1951, S. 293–298 (Gedenkrede, gehalten auf der Totenfeier der Universität Tübingen[2])
- Robert Gaupp zum Gedächtnis. Deutsche Medizinische Wochenschrift, Stuttgart 78: 1713; 1953.
- Gestufte Aktivhypnose – Zweigleisige Standardmethode. In: Frankl, V. E., V.v. Gebsattel and J.H. Schultz (Hrsg.): Handbuch der Neurosenlehre und Psychotherapie. Band IV, S. 130–141. Urban & Schwarzenberg München-Berlin, 1959.
- Gestalten und Gedanken. Erlebnisse. Thieme, Stuttgart 1963.